# Dubuque Arboretum and Botanical Gardens
El Dubuque Arboretum and Botanical Gardens (Jardín Botánico y Arboreto de Dubuque) también es conocido como Dubuque Arboretum & Botanical Gardens at Marshall Park, es un arboreto y jardín botánico de 21 hectáreas, (52 acres), que se encuentra en Dubuque, Iowa. 
El código de identificación del Dubuque Arboretum and Botanical Gardens como miembro del "Botanic Gardens Conservation International" (BGCI), así como las siglas de su herbario es DMP.

## Localización
Dubuque Arboretum & Botanical Gardens at Marshall Park 3800 Arboretum Drive, Dubuque, Dubuque county, Iowa IA 52001 United States of America-Estados Unidos de América. 
Planos y vistas satelitales.42°31′56.28″N 90°43′3.72″O / 42.5323000, -90.7177000
Se encuentra abierto al público gratuitamente los siete días de la semana, desde el 1 de mayo al 31 de octubre.

## Historia
Fue creado en 1980.
La plantilla de cuidadores que tienen en el jardín, son voluntarios, con más de 375 personas que ayudan a mantener el jardín altruistamente.

## Colecciones

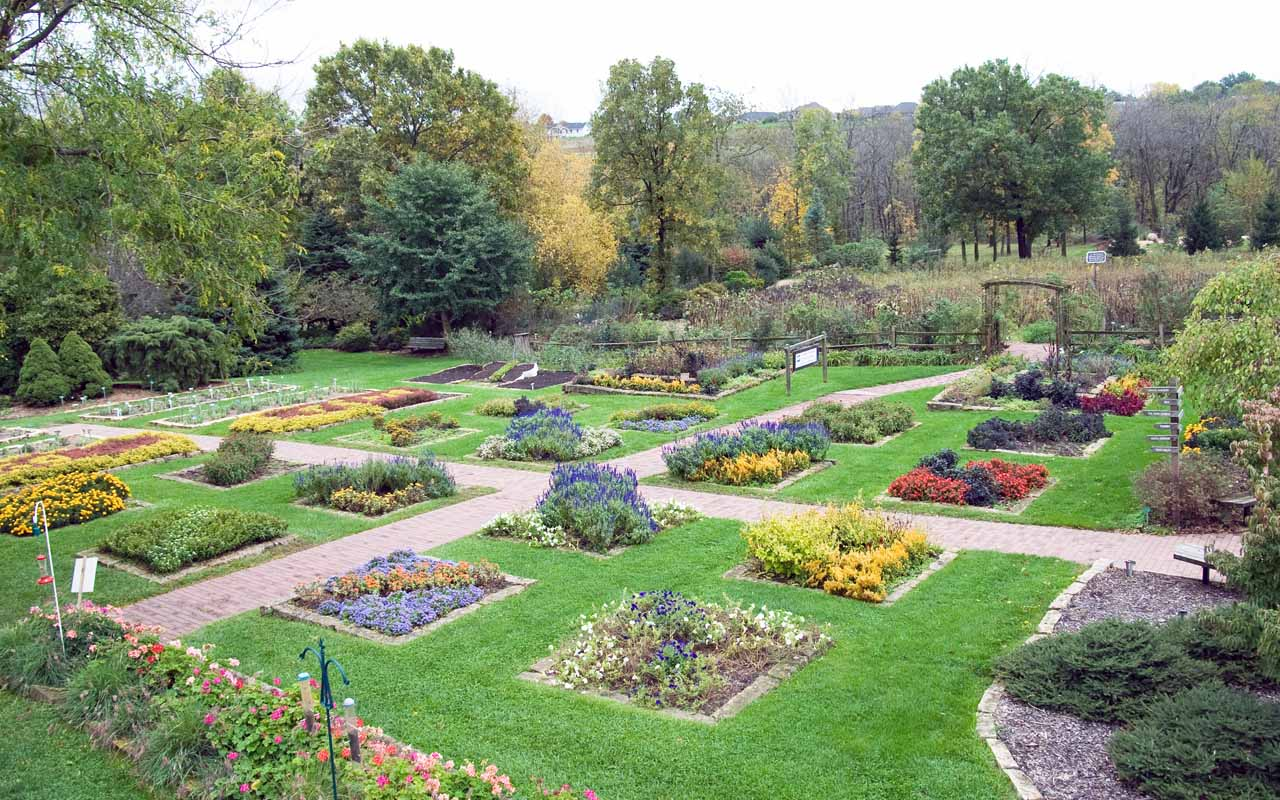
Uno de los jardines temáticos del Jardín botánico de Dubuque.

Entre sus colecciones son de destacar: 
- Colección de hostas, que pasa por ser la más completa de los Estados Unidos en un jardín público, con unas 13,000 plantas representando más de 700 variedades,
- Jardines de plantas perennes y anuales, con iris, dalias, lirios
- Jardines para niños,
- Jardín tradicional inglés con muro, y jardín formal inglés
- Jardín de hierbas
- Cactarium,
- Rosaleda,
- Plantas del estado de Iowa y exposición del All-America Selections (AAS)
- Jardín japonés diseñado por Hoichi Kurisu,

En el arboretum, es notable su colección de coníferas enanas. 